# Laserzwand
La Laserzwand est une montagne qui s’élève à 2 614 m d’altitude dans les Alpes de Gailtal, en Autriche.